# اليوجا المتكاملة
اليوجا المتكاملة، والتي تسمى أحيانًا اليوجا الفوقية، هي الفلسفة القائمة على اليوجا وممارستها لسري أوروبيندو والأم (ميرا الفاسا). 
من الأمور المركزية في اليوجا المتكاملة فكرة أن الروح تتجلى في عملية الانقلاب، مع تناسي الأصول في الوقت نفسه. إن عملية التطور العكسية مدفوعة نحو إظهار كامل للروح.
وفقًا لسري أوروبيندو، فإن الوضع الحالي للتطور البشري هو مرحلة وسيطة في تطور الوجود، وهو في طريقه لتكشف الروح، والإعلان الذاتي عن الألوهية في كل شيء. اليوغا تطور سريع ومركّز للوجود، والذي يمكن أن يسري في فترة حياة واحدة، بينما التطور الطبيعي بدون مساعدة قد يستغرق عدة قرون أو العديد من الولادات. يقترح أوروبيندو برنامجًا كبيرًا يسمى sapta chatushtaya (سبعة مربعات) للمساعدة في هذا التطور

## الرؤية الكونية

### الروح – ساتشيتاناندا
الروح أو ساتشيتاناندا هو المطلق، مصدر كل ما هو موجود. إنه الواحد، الذي له ثلاثة جوانب: سات (الحقيقة)، سيتا (الوعي، الإدراك)، أناندا (النعيم، السعادة).

### المقال الرئيسي:الالتفاف
الالتفاف هو امتداد الروح، المطلق، لخلق عالم من أشكال منفصلة. يتجلى الوجود في تعدد الأشكال، ويضيع في هذه الأثناء في ضبابية المادة. أول مظهر من مظاهر الروح في عملية الانقلاب هو ساتشيتاناندا، ثم بصفته فائق العقل، يكون الرابط الوسيط بين الطبيعة العليا "الروح" والطبيعة الدنيا "المادة والحياة والعقل".
وفقًا لأوروبيندو، العالَم وحدة متمايزة. إنه وحدة متعددة، تولد مجموعة لا حصر لها من أشكال ومواد الحياة. تمتد أشكال الحياة والمواد على نطاق واسع، من المادة الجسدية إلى الشكل النقي للكائن الروحي، على غرار الكوشات أو الأغماد الخمسة، إذ تصبح الذات مدركة تمامًا لنفسها كروح.
المادة: وعي مغمور مخفيٌّ في عمله ويفقد نفسه في الشكل.
حيوي: وعي ناشئ، وعي ينقذ نصفه من سجنه الأصلي الذي أصبح شغوفًا وإشباعًا حيويًا أو نفورًا.
عقلي: وعي ناشئ يعكس حقيقة الحياة بالمعنى العقلي والإدراكي والفكري. يعدل الداخلي ويحاول تعديل الوجود الخارجي للوجود بشكل متوافق.
تكمن فوق العقل بشكل صحيح مستويات أعلى مختلفة من العقل، والتي تصعد نحو الروح.

### التطور
من خلال روح التطور اكتشف نفسه على أنه روح. يتبع التطور مسارًا تطوريًا من عدم الوعي الأصلي  للمادة إلى الحياة، إلى العقل، ثم إلى العقل الروحاني، ويبلغ ذروته في العقل الفائق أو وعي الحقيقة. التطور غائي، إذ يحتوي الكيان النامي في ذاته بالفعل على الكلية التي يتطور نحوها.  إنها ليست غائية آلية أو حتمية، ولكنها "مظهر من مظاهر كل الاحتمالات الكامنة في الحركة الكلية".

#### هدف اليوجا المتكاملة
الهدف من اليوغا المتكاملة هو إدراك الإلهية، ودمج الجوانب الجسدية والعقلية والروحية لأنفسنا، وإظهار الإله على الأرض. وفقًا لسري أوروبيندو، كل الحياة يوغا، بينما اليوغا باعتبارها سادانا هي جهد منهجي نحو الكمال الذاتي، والذي يؤدي إلى التعبير عن الإمكانات الكامنة والمخفية للوجود. النجاح في هذا الجهد يوحد الفرد البشري بالوجود الشامل والمتسامي. توحد اليوجا المتكاملة "اللانهائي في المحدود، الخالد في الزمن والمتعالي مع الجوهري".

## ثلاثة أنواع من الوجود
يميز سري أوروبيندو  ثلاثة أنواع من الوجود: الكائن الخارجي، والوجود الداخلي، والكائن النفسي.

### الكائن الخارجي
يتضمن الكائن الخارجي المستويات الجسدية والحيوية والعقلية للوجود، والتي تميز وعينا اليومي وتجربتنا. يتضمن هذا عدة مستويات من العقل الباطن: العقل الباطن، والعقل الباطن الحيوي، وعقل الباطن الجسدي، وصولاً إلى المادة غير الواعية. تتضمن اليوجا المتكاملة تجاوز هذا الوعي السطحي إلى الحياة الأكبر للكائن الداخلي، وهي أكثر انفتاحًا على الإدراك الروحي.

### الكينونة الداخلية أو اللاشعورية
تتضمن الكينونة الداخلية، أو اللاشعورية، العوالم الداخلية أو جوانب الكائن الجسدي والحيوي والعقلي. لديها وعي أكبر وأكثر دقة وحرية من الوعي اليومي. إن إدراكها ضروري لأي إدراك روحي أعلى.
الكينونة الداخلية هي أيضًا انتقالية بين الكائن السطحي أو الخارجي والوجود النفسي أو الباطن. من خلال ممارسة اليوجا (السادهانا)، ينفتح الوعي الداخلي وتتحول الحياة من الخارج إلى الداخل. يصبح الوعي الداخلي أكثر واقعية من الوعي الخارجي، ويصبح سلامًا وسعادة وقربًا من الإلهي.

### الكائن النفسي
هو مصطلح سري أوروبيندو للروح الشخصية المتطورة (العقل الأعلى، العقل المستنير، الحدس والعقل المفرط)، مبدأ الروح الإلهية في كل فرد. ملاحظة 1: النفسي هو "الكائن الداخلي"، ملاحظة 2: الوجود الدائم فينا هو الذي يقف وراء ويدعم المبادئ الجسدية والحيوية والعقلية. إنها "تستخدم العقل والحياة والجسد كأدوات لها"، تمر بمصيرها وتتجاوزه أيضًا.
الهدف في اليوجا المتكاملة هو التحرك إلى الداخل واكتشاف الكائن النفسي، والذي يمكنه بعد ذلك إحداث تحول في الطبيعة الخارجية. هذا التحول للكائن الخارجي أو الأنا من قبل نفساني يسمى Psychicisation. إنه واحدة من ثلاث مراحل ضرورية في إدراك الوعي فوق الذهني. هذا التحول النفسي هو الحركة الحاسمة التي تتيح تقدمًا لا ينتهي في الحياة، من خلال قوة الاتصال بالروح الداخلية أو الجوهر الإلهي. يبدأ The Psychic تطوره محجوبًا وخفيًا تمامًا، لكنه ينمو عبر مراحل متتالية من الحياة، ويمارس تأثيرًا أكبر تدريجيًا، ويأخذ دور المرشد الروحي.

#### الوجود المركزي
يشير الوجود المركزي إلى الروح المتسامية والأبدية
، على عكس الروح المتجسدة والمتطورة، والتي يسميها الكائن النفسي. في بعض الأحيان يشير إلى كليهما معًا على أنهما الجوهر الروحي الأساسي للوجود. إن الكائن المركزي "يترأس مختلف المواليد الواحد تلو الآخر ولكنه لم يولد بعد". جرى تعيين هذا الكائن المركزي المتسامي أو الروح أيضًا باسم جيفا أو جيفاتمان، على الرغم من أن معنى هذه المصطلحات في فلسفة سري أوروبيندو تختلف اختلافًا كبيرًا عن الكثير من فيدينتا التقليدية "خاصة أدفايتا فيدينتا".